# Quercus lungmaiensis
Quercus lungmaiensis (Hu) C.C.Huang & Y.T.Chang – gatunek roślin z rodziny bukowatych (Fagaceae Dumort.). Występuje naturalnie w południowych Chinach – w południowo-wschodnim Junnanie.

## Morfologia
PokrójZimozielone drzewo dorastające do 30 m wysokości.
LiścieBlaszka liściowa jest nieco skórzasta, czasami owłosiona od spodu i ma podługowaty, eliptycznie odwrotnie jajowaty lub owalnie lancetowaty kształt. Mierzy 9,5–11,5 cm długości oraz 3–4 cm szerokości, jest piłkowana przy wierzchołku, ma nasadę od klinowej do zaokrąglonej i spiczasty lub ogoniasty wierzchołek. Ogonek liściowy jest nagi i ma 20–25 mm długości.
OwoceOrzechy o jajowatym kształcie, dorastają do 12 mm długości i 20 mm średnicy. Osadzone są pojedynczo w kubkowatych miseczkach do 35–50% ich długości. Same miseczki mierzą 15 mm średnicy.

## Biologia i ekologia
Rośnie na skalistych stokach, na wysokości od 1100 do 1300 m n.p.m. Kwitnie od marca do czerwca, natomiast owoce dojrzewają w październiku.